# Сыворотка (приток Сухоны)
Сыворотка — река в России, протекает по Великоустюгскому району Вологодской области. Устье реки находится в 10 км от устья Сухоны по левому берегу. Длина реки составляет 13 км.
Исток реки расположен северо-западнее деревни Деревесниково в 11 км к северо-западу от Великого Устюга. Сыворотка течёт на юго-восток, крупных притоков не имеет. На берегах реки находится ряд деревень Марденгского сельского поселения — Деревесниково, Пушкариха, Еськино (нежилая), Куликово — все на левом берегу. При впадении Сыворотки в Сухону стоит деревня Сывороткино.

## Данные водного реестра
По данным государственного водного реестра России относится к Двинско-Печорскому бассейновому округу, водохозяйственный участок реки — Северная Двина от начала реки до впадения реки Вычегда, без рек Юг и Сухона (от истока до Кубенского гидроузла), речной подбассейн реки — Сухона. Речной бассейн реки — Северная Двина.
Код объекта в государственном водном реестре — 03020100312103000009944.